# Збетка
Збетка (пол. Zbietka) — село в Польщі, у гміні Месцисько Вонґровецького повіту Великопольського воєводства.
Населення — 240 осіб (2011).
У 1975-1998 роках село належало до Познанського воєводства.

## Демографія
Демографічна структура станом на 31 березня 2011 року:
|          | Загалом | Допрацездатний вік | Працездатний вік | Постпрацездатний вік |
| -------- | ------- | ------------------ | ---------------- | -------------------- |
| Чоловіки | 119     | 32                 | 78               | 9                    |
| Жінки    | 121     | 32                 | 63               | 26                   |
| Разом    | 240     | 64                 | 141              | 35                   |